# Blepharicera coweetae
Blepharicera coweetae is een muggensoort uit de familie van de Blephariceridae. De wetenschappelijke naam van de soort is voor het eerst geldig gepubliceerd in 1986 door Hogue and Georgian.